# Carlton House

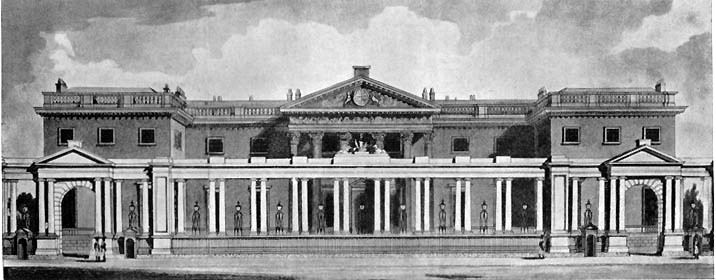
Carlton House

Das Carlton House war ein palastähnliches Gebäude in London. Es ist vor allem dafür bekannt, dass es ab 1783 dem späteren König Georg IV. während seiner Zeit als Prince of Wales und während seiner Regentschaft als Hauptwohnsitz diente. 

## Geschichte

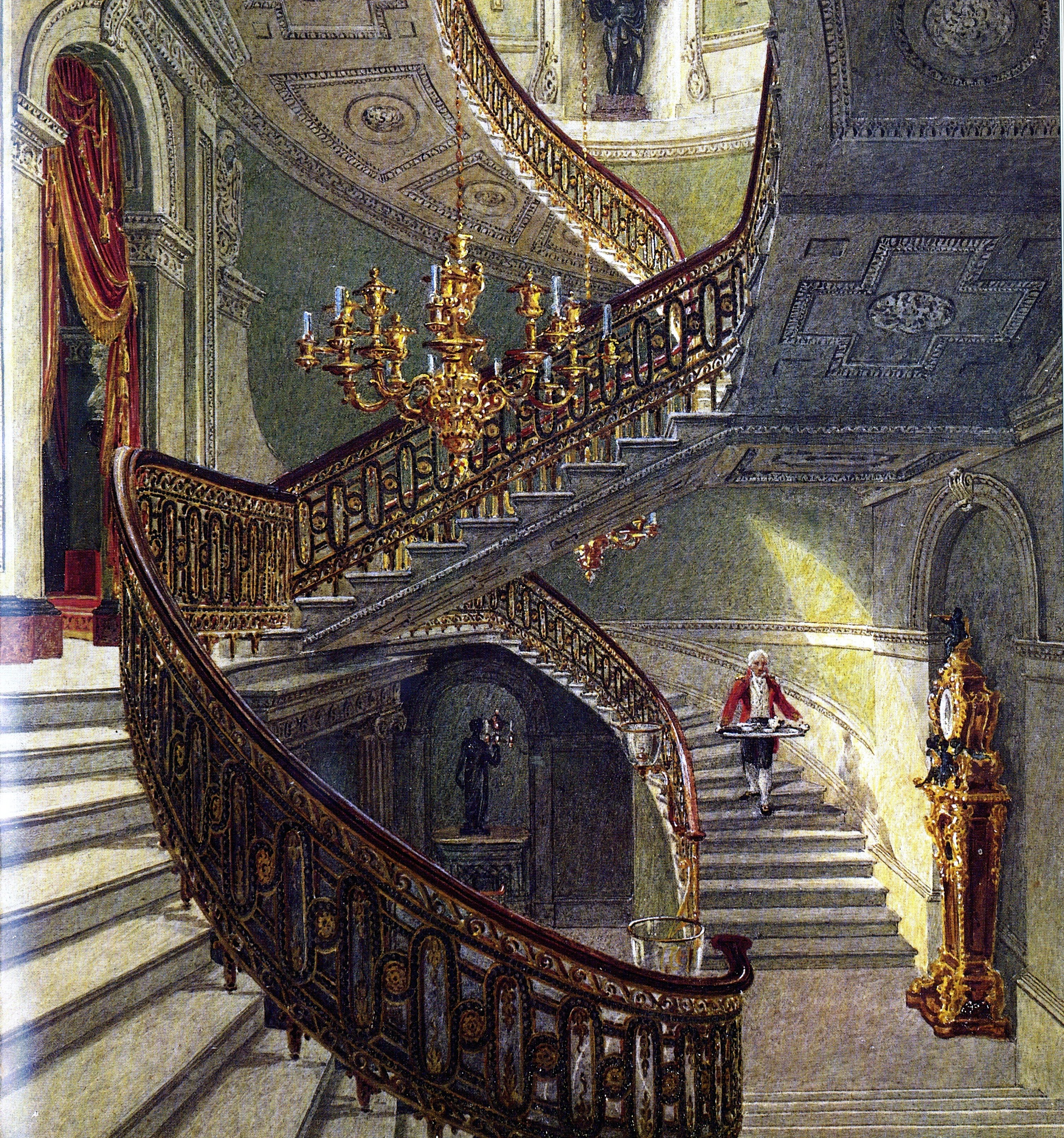
Treppenhaus

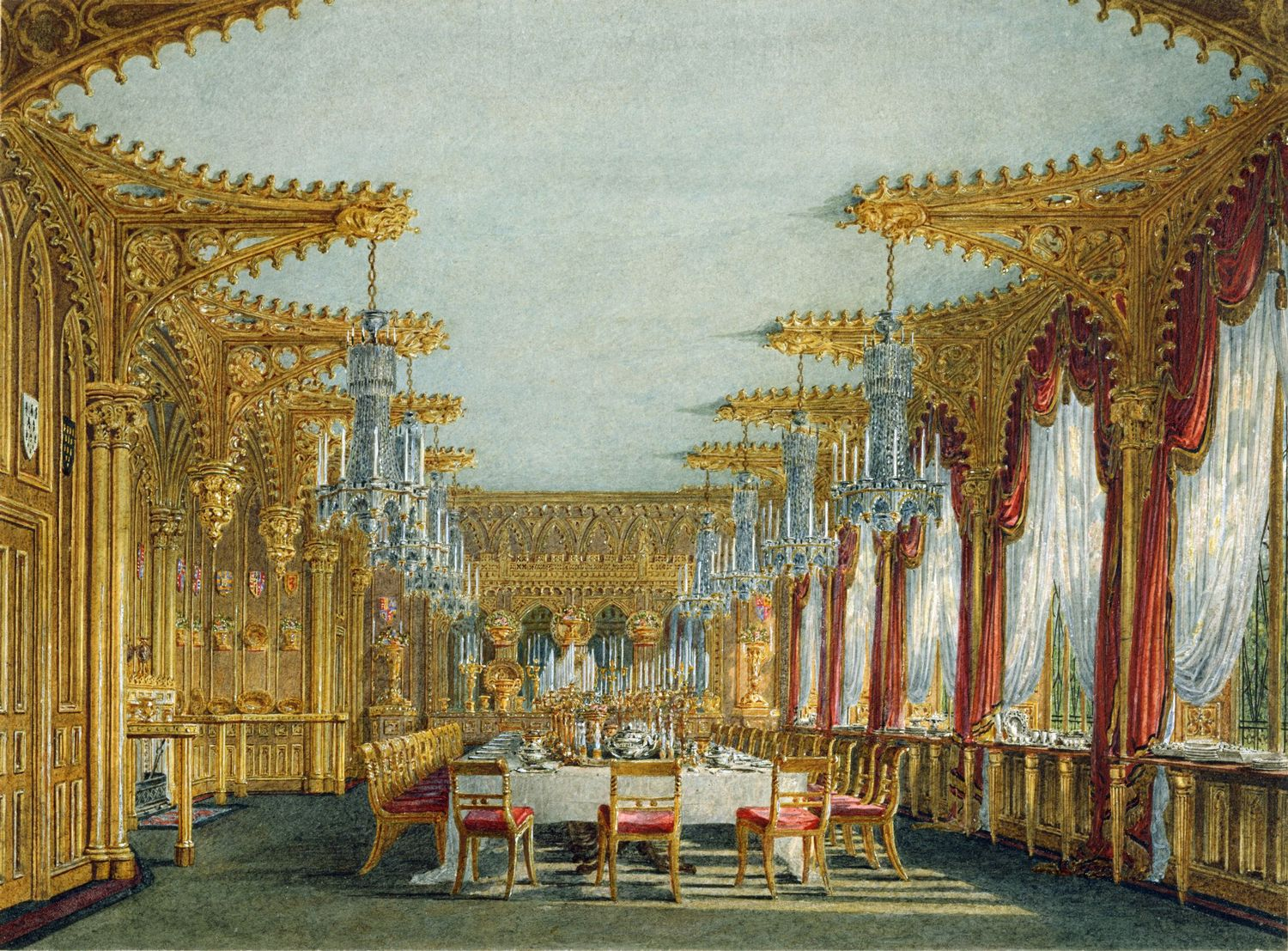
Speisesaal

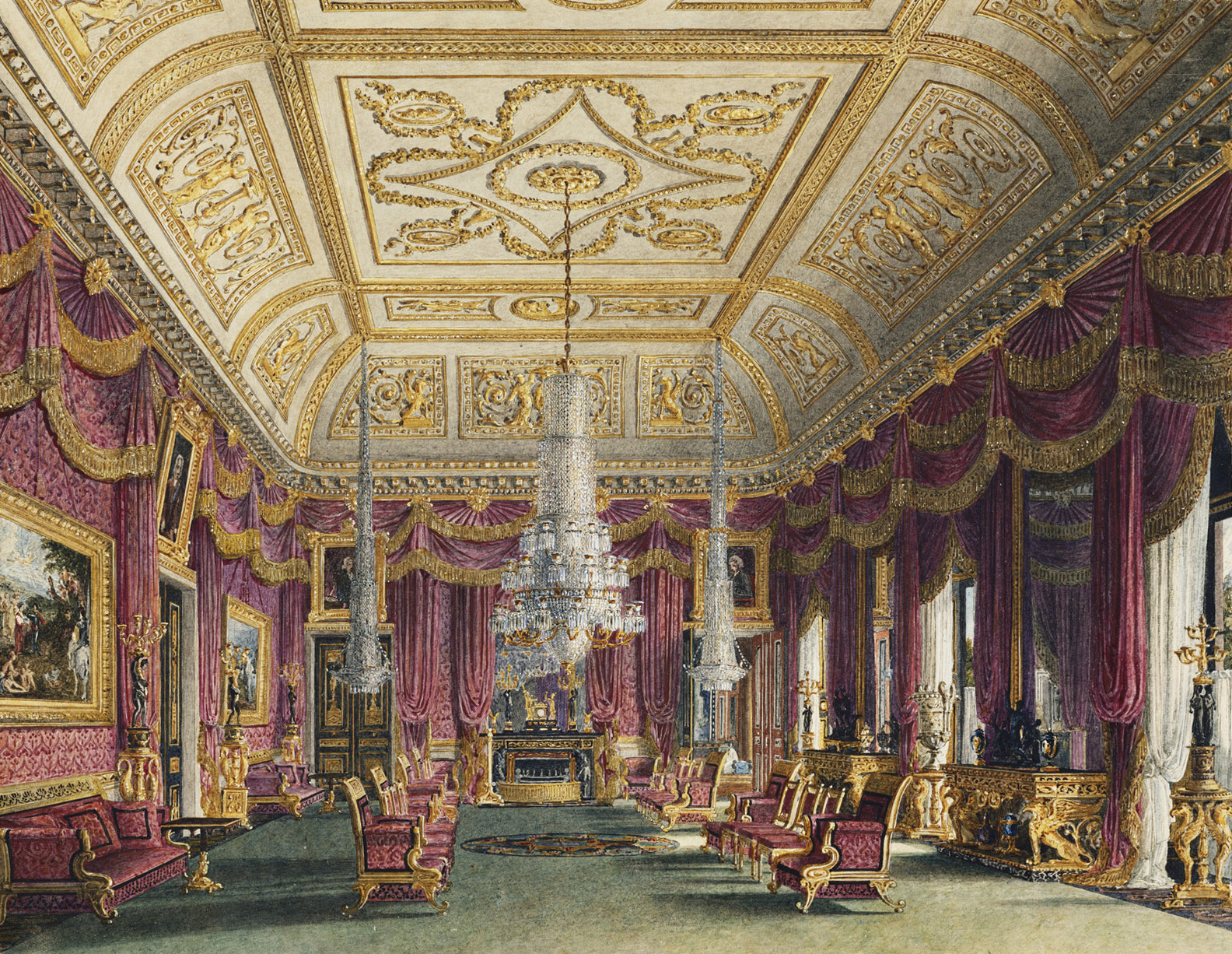
Drawing Room

Carlton House befand sich an der Südseite von Pall Mall, sein Garten grenzte an den St. James’s Park. Der Standort des Hauses, an dem sich heute die Carlton House Terrace befindet, war der ausschlaggebende Grund, dass der für die Kunstepoche Regency bedeutsame Architekt John Nash hier entlang eine Prachtstraße gestaltete, die von St James über die Regent Street, Portland Place und Park Square zum Regent’s Park führte. 
Das Haus, das der Prince of Wales 1783 bezog, war 1714 im Auftrag von Baron Carleton errichtet worden. Es war im Laufe der nächsten Jahre mehrfach umgebaut worden, so dass ein architektonisches Konzept weitgehend fehlte. Der Prince of Wales ließ das Haus von 1783 bis 1796 durch den Architekten Henry Holland umbauen. Die umfangreichen Baumaßnahmen an dem Haus waren ein Grund für die hohe Verschuldung des Prinzen und damit auch der Grund, dass der Prinz – der heimlich schon mit der katholischen und zwei Mal verwitweten Maria Fitzherbert verheiratet war – eine offizielle Ehe mit der Prinzessin Caroline von Braunschweig schloss. Die Heirat war mit einer Schuldenübernahme durch seinen Vater und einer Erhöhung der Apanage durch das Parlament verknüpft. 
Der Prinzregent Georg IV. verfügte hier am 23. Dezember 1815 die Auflösung der King’s German Legion. 1820 folgte der Prince of Wales seinem Vater auf den Thron. Obwohl Georg IV. erwog, Carlton House noch weiter auszubauen, entschied er sich schließlich für Buckingham House, das über mehr Umgriff für neue Gebäudetrakte sowie einen großen Park verfügte. Ab 1826 wurde es zum Buckingham Palace ausgebaut.
Carlton House wurde 1825 abgerissen. Sein gewaltiger Portikus blieb jedoch erhalten und dient seither als Hauptportal der National Gallery am Trafalgar Square. Auf dem Grundstück des Carlton House wurden vom Hofarchitekten John Nash zwei Appartementgebäude errichtet, die man als Carlton House Terrace bezeichnet. Diese äußerst aufwendig gestalteten Bauten gelten als Musterbeispiel des Regency-Stils. Die Erlöse aus der Vermietung der Häuser wurden für den Bau des Buckingham Palace verwendet.